# 伊普斯維奇站
伊普斯維奇站（英語：Ipswich railway station）是英國英格蘭薩福克郡伊普斯維奇的一座鐵路車站，位於大東部幹線上。伊普斯維奇的首座鐵路車站建立於1846年，車站現址則建立於1860年。